# Cryptophion strandi
Cryptophion strandi är en stekelart som beskrevs av Henry Lorenz Viereck 1913. Cryptophion strandi ingår i släktet Cryptophion och familjen brokparasitsteklar. Inga underarter finns listade i Catalogue of Life.